# Vladimiras Dubeneckis
Vladimiras Dubeneckis (russisch Владимир Иосифович (Осипович) Дубенецкий * 25. Augustjul. / 6. September 1888greg. in Smeinogorsk im Gouvernement Tomsk; † 10. August 1932 in Königsberg) war ein russisch-litauischer Architekt und Hochschullehrer.

## Leben
Dubeneckis, Sohn eines rechtgläubigen litauischen Arztes, studierte Architektur 1906–1914 an der Russischen Kunstakademie in St. Petersburg bei L. N. Benois. 1917–1918 war er Dozent an der Russischen Kunstakademie. 1918 beteiligte er sich an dem Wettbewerb für die Anfertigung des Basreliefs für die Gräber der gefallene Helden der Oktoberrevolution an der Moskauer Kremlmauer. Sein Entwurf Der erste Stein für das Fundament der Zukunft erhielt die gleiche Stimmenzahl wie der Entwurf Geflügelter Genius mit der Roten Fahne in der einen Hand und einem Palmenzweig in der anderen von S. T. Konjonkow, dem der Sieg zugesprochen wurde.

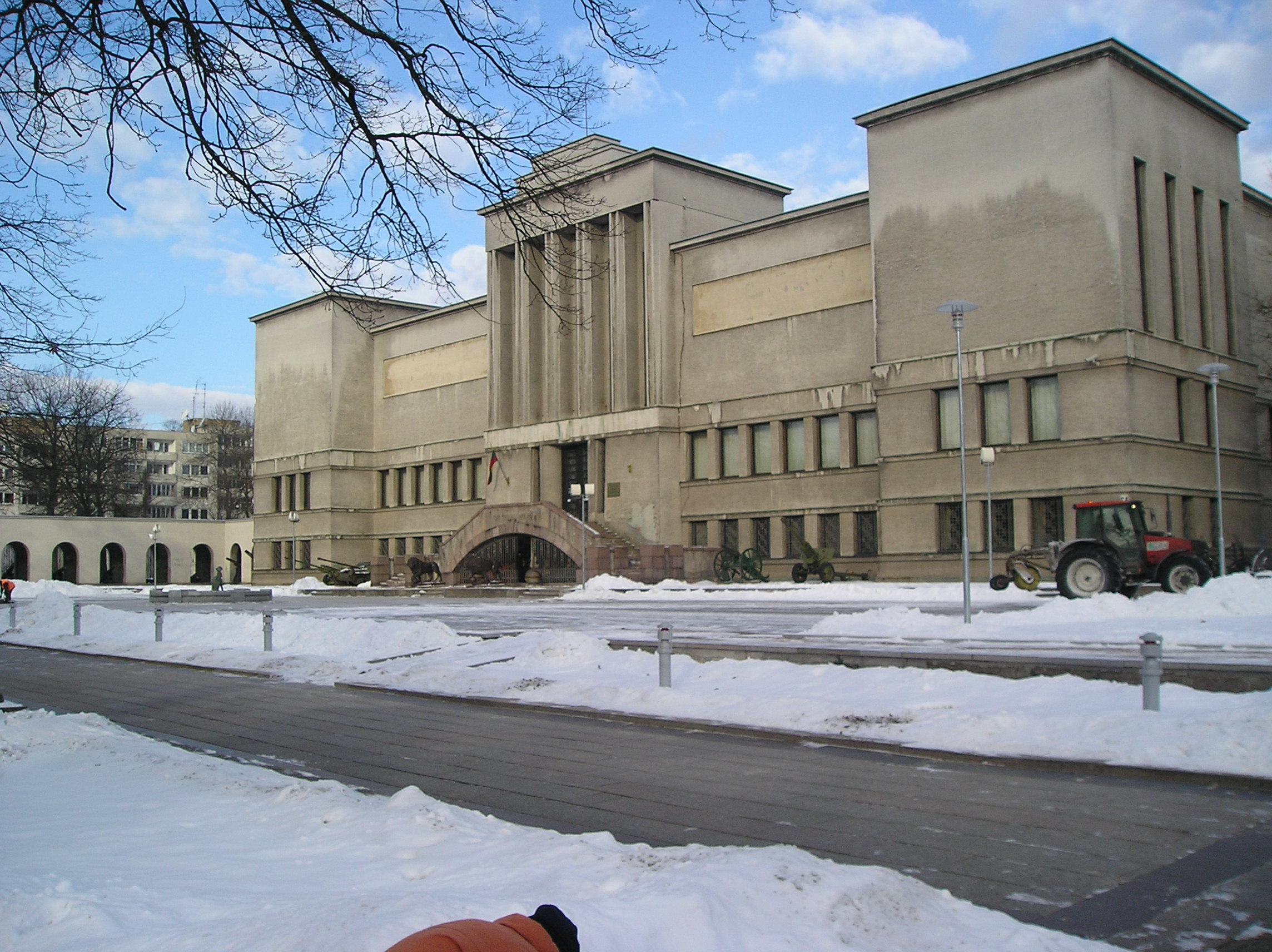
Vytautas-Weltkriegsmuseum in Kaunas

1919 emigrierte Dubeneckis nach Litauen und lehrte an der Kunstschule in Kaunas bis zu seinem Tode. Daneben arbeitete er in Kaunas als Architekt. Er baute das Musiktheater (1923), das Hotel Litauen (1923–1925), die St.-Nikolai-Kirche in Betygala, die Litauische Universität für Gesundheitswissenschaften (1931–1933), die Čiurlionis-Kunstgalerie und das Vytautas-Weltkriegsmuseum (1931–1936).
Neben seiner Tätigkeit als Architekt inszenierte er am Theater Kaunas die Opern Hoffmanns Erzählungen von jacques Offenbach (1925), Roméo et Juliette von Charles Gounod (1925), Lohengrin von Richard Wagner (1926) und das Ballett Sylvia von Léo Delibes (1928).
Dubeneckis wurde auf dem Friedhof Petrašiūnai in Kaunas begraben. Er war verheiratet mit der Ballerina und Malerin Olga Dubeneckienė (1891–1967). Ein Wettbewerb zur Bewahrung des künstlerischen Erbes Dubeneckis wird in Litauen durchgeführt. Die Medaille 1987 erhielt Vytautas Nalivaika.